# Gian Marco Ferrari
Gian Marco Ferrari (* 15. Mai 1992 in Parma) ist ein italienischer Fußballspieler. Der Abwehrspieler steht aktuell bei der US Salernitana unter Vertrag.

## Karriere

### In den Vereinsmannschaften
Ferrari durchlief bis 2009 die Juniorenmannschaften des FC Parma. Ab 2010 wurde er regelmäßig an unterklassige Mannschaften verliehen, zunächst für ein Jahr an Monticelli Terme in die Eccellenza. Während der Spielzeit 2010/11 war er an Crociati Noceto sowie die US Fiorenzuola 1922 verliehen. Von 2011 bis 2013 wurde er an die AC Renate verliehen und konnte sich in der Lega Pro Seconda Divisione etablieren. 2013 übernahm die AS Gubbio 1910 die Hälfte der Transferrechte an Ferrari und verpflichtete ihn damit. Dort konnte er sich 2013/14 in der Lega Pro Prima Divisione als Stammspieler durchsetzen.
2014 wurde Ferrari vom FC Crotone in die Serie B geholt, wo er sofort zu überzeugen wusste und erneut Stammspieler wurde. In der Saison 2015/16 gelang ihm mit Crotone der Aufstieg in die Serie A. Er wurde daraufhin von der US Sassuolo Calcio unter Vertrag genommen, jedoch für eine weitere Saison an Crotone verliehen. In der Spielzeit 2016/17 gelang Crotone der Klassenerhalt, an dem Ferrari mit drei Treffern in 37 Partien maßgeblichen Anteil hatte. Es folgte in der Saison 2017/18 eine weitere Leihe zu Sampdoria Genua. Von 2018 bis Sommer 2024 stand er im Kader Sassuolos und absolvierte für den Verein insgesamt 194 Pflichtspiele. Ende August 2024 schloss sich Ferrari der US Salernitana an.

### In der Nationalmannschaft
Ferrari wurde 2017 erstmals von Gian Piero Ventura in den Kader der italienischen Nationalmannschaft berufen. In einem inoffiziellen Freundschaftsspiel gegen San Marino kam er über die volle Distanz zum Einsatz und erzielte einen Treffer beim 8:0-Erfolg. Im folgenden offiziellen Testspiel gegen Uruguay kam er jedoch nicht zum Einsatz. Im März 2018 und November 2020 folgten weitere Nominierungen ohne Einsatz.
Im Mai 2021 wurde er von Roberto Mancini zunächst nicht für den vorläufigen Kader für die EM 2021 nominiert, rückte jedoch für Manuel Lazzari nach. Am 28. Mai 2021 debütierte er im Testspiel gegen San Marino und konnte beim 7:0-Erfolg einen Treffer erzielen. Für den endgültigen Kader der EM wurde Ferrari nicht berücksichtigt. Seine letzte Nominierung erfolgte im Herbst 2021 ohne jedoch eingesetzt zu werden. Seitdem wurde Ferrari nicht mehr nominiert.

## Erfolge
- Aufstieg in die Serie A: 2015/16